# Țăran șezând (pictură de Cézanne)
Țăran așezat este o pictură în ulei pe pânză din 1892-1896 a pictorului francez postimpresionist Paul Cézanne. Lucrarea înfățișează un țăran așezat, probabil un muncitor de la Jas de Bouffan, proprietatea familiei Cézanne din Aix-en-Provence. Vârsta picturii este necunoscută, dar este credibil să fie datată între 1892 și 1896. În prezent, pictura se află în colecția Metropolitan Museum of Art.